# Spanje op de Paralympische Winterspelen 2014
Spanje was een van de landen die deelnam aan de Paralympische Winterspelen 2014 in Sotsji, Rusland.

## Medailleoverzicht
| Sport       | Paralympiër                                               | Onderdeel                            | Medaille |
| ----------- | --------------------------------------------------------- | ------------------------------------ | -------- |
| Alpineskiën | Yon Santacana Maiztegui Gids: Miguel Galindo Garces       | Afdaling, visueel beperkt (m)        | Goud     |
|             |                                                           |                                      |          |
| Alpineskiën | Yon Santacana Maiztegui Gids: Miguel Galindo Garces       | Slalom, visueel beperkt (m)          | Zilver   |
|             |                                                           |                                      |          |
| Alpineskiën | Gabriel Juan Gorce Yepes Gids: Josep Arnau Ferrer Ventura | Supercombinatie, visueel beperkt (m) | Brons    |

## Deelnemers en resultaten
(m) = mannen, (v) = vrouwen 

### Alpineskiën
| Paralympiër                                               | Onderdeel                            | Resultaat | Prestatie         |
| --------------------------------------------------------- | ------------------------------------ | --------- | ----------------- |
| Oscar Antonio Espallargas Juarez                          | Slalom, zittend (m)                  | 14e       | 2:23.57           |
| Oscar Antonio Espallargas Juarez                          | Reuzenslalom, zittend (m)            | 13e       | 2:44.01           |
| Gabriel Juan Gorce Yepes Gids: Josep Arnau Ferrer Ventura | Afdaling, visueel beperkt (m)        | 7e        | 1:24.59           |
| Gabriel Juan Gorce Yepes Gids: Josep Arnau Ferrer Ventura | Super G, visueel beperkt (m)         | DNF       | Niet gefinisht    |
| Gabriel Juan Gorce Yepes Gids: Josep Arnau Ferrer Ventura | Slalom, visueel beperkt (m)          | DNF       | Niet gefinisht    |
| Gabriel Juan Gorce Yepes Gids: Josep Arnau Ferrer Ventura | Supercombinatie, visueel beperkt (m) | Brons     | 2:20.36           |
| Gabriel Juan Gorce Yepes Gids: Josep Arnau Ferrer Ventura | Reuzenslalom, visueel beperkt (m)    | 7e        | 2:42.18           |
| Yon Santacana Maiztegui Gids: Miguel Galindo Garces       | Afdaling, visueel beperkt (m)        | Goud      | 1:21.76           |
| Yon Santacana Maiztegui Gids: Miguel Galindo Garces       | Super G, visueel beperkt (m)         | 4e        | 1:22.27           |
| Yon Santacana Maiztegui Gids: Miguel Galindo Garces       | Slalom, visueel beperkt (m)          | Zilver    | 1:46.82           |
| Yon Santacana Maiztegui Gids: Miguel Galindo Garces       | Supercombinatie, visueel beperkt (m) | DNF       | Niet gefinisht    |
| Yon Santacana Maiztegui Gids: Miguel Galindo Garces       | Reuzenslalom, visueel beperkt (m)    | 4e        | 2:34.82           |
|                                                           |                                      |           |                   |
| Ursula Pueyo Marimon                                      | Super G, staand (v)                  | DNF       | Niet gefinisht    |
| Ursula Pueyo Marimon                                      | Slalom, staand (v)                   | DNF       | Niet gefinisht    |
| Ursula Pueyo Marimon                                      | Supercombinatie, staand (v)          | DSQ       | Gediskwalifiseerd |
| Ursula Pueyo Marimon                                      | Reuzenslalom, staand (v)             | 11e       | 2:59.21           |

### Snowboarden
| Paralympiër          | Onderdeel          | Resultaat | Prestatie |
| -------------------- | ------------------ | --------- | --------- |
| Urko Egea Zabalza    | Snowboardcross (m) | 17e       | 2:06.49   |
| Aitor Martin Puertas | Snowboardcross (m) | 30e       | 2:47.04   |
|                      |                    |           |           |
| Astrid Fina Paredes  | Snowboardcross (v) | 6e        | 2:48.82   |